# Bruce Flowers
Bruce Douglas Flowers (Rochester, 13 giugno 1957) è un ex cestista statunitense, professionista in Italia e nella NBA.

## Carriera
Venne selezionato dai Cleveland Cavaliers al secondo giro del Draft NBA 1979 (26ª scelta assoluta).
In Serie A ha segnato un totale di 3 853 punti.

## Palmarès
- Coppa Intercontinentale: 1

Virtus Roma: 1984
- Coppa dei Campioni: 1

Pall. Cantù: 1981-82
- Coppa delle Coppe: 1

Pall. Cantù: 1980-81
- Coppa Korać: 1

Virtus Roma: 1985-86
- Campionato italiano: 1

Pall. Cantù: 1980-81